# Zond 2

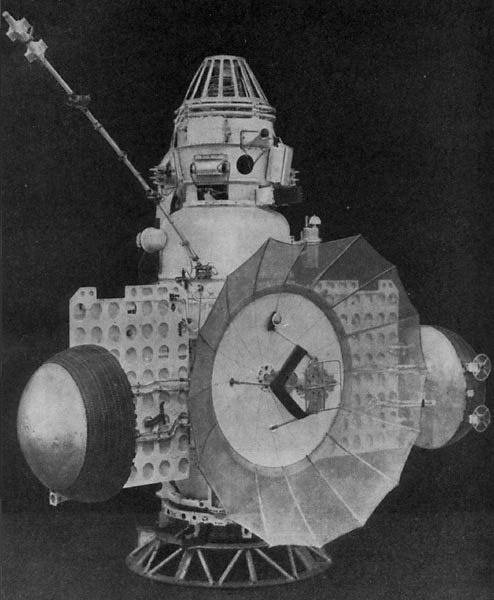
La sonda Zond 2

La Zond 2 è una sonda appartenente al programma Zond. Fu la quinta sonda sovietica a tentare un flyby di Marte. Non sono mai state pubblicate fotografie o illustrazioni della sonda.

## La sonda
La sonda era costituita da due compartimenti pressurizzati che avevano una lunghezza complessiva di 3,6 m. Il più largo dei due era il modulo orbitale ed era un cilindro lungo 1,1 m, mentre l'altro era il Compartimento Planetario.
La Zond 2 aveva a bordo un'antenna ad alto guadagno di 2 m, antenne a basso guadagno, un magnetometro, due spettrometri ultravioletti, sensori per le micrometeore e una fotocamera dello stesso tipo di quella che verrà utilizzata sulla Zond 3 per fotografare la Luna. Come sulla Mars 1, uno spettrometro infrarosso venne installato per cercare segni di metano su Marte. La sonda era alimentata da due pannelli solari
La Zond 2 trasportava anche 6 propulsori a impulsi di plasma (in inglese PPT – Pulsed Plasma Thruster), che vennero usati per orientare la sonda. Furono i primi propulsori di questo tipo ad essere utilizzati su una sonda e i loro sistemi vennero testati in 70 minuti.
La massa in orbita senza propellente era di 890 kg.

## La missione
La sonda venne lanciata il 30 novembre 1964 alle 13:12:00 UTC.
Come nelle precedenti missioni, la sonda comunicava con la Terra per alcune ore ogni 2 giorni per conservare l'energia. La prima comunicazione si ebbe il 1º dicembre e segnalò che l'energia della sonda era dimezzata rispetto ai valori normali; questo probabilmente era dovuto alla perdita di uno dei due pannelli solari. A causa di questo problema molti esperimenti previsti durante il volo verso Marte vennero accorciati.
Durante alcune manovre nei primi di maggio del 1965 si persero le comunicazioni con la sonda.
Secondo i calcoli la sonda sorvolò Marte il 6 agosto 1965 a una velocità relativa di 5,62 km/s a 1500 km di distanza dal pianeta.
Rimane un po' un mistero il reale contenuto del Compartimento Planetario. È stato infatti supposto che la sonda trasportasse con sé anche un semplice lander in grado di atterrare sul suolo marziano. Queste supposizioni derivano dal fatto che la traiettoria seguita dalla sonda non è quella che minimizza l'utilizzo di carburante, bensì una traiettoria che fa consumare energia ma che allo stesso tempo diminuisce la velocità relativa tra sonda e pianeta. Anche alcuni testi di provenienza russa che trattano i primi anni dell'esplorazione spaziale sovietica parlano di progetti di moduli di discesa e di una sonda alla quale venne tolto un esperimento, che sarebbe servito a rilevare l'esistenza della vita su Marte, poiché con esso a bordo la sonda sarebbe pesata troppo.